# Hans Heinrich Füssli
Hans Heinrich Füssli (teilweise auch Johann Heinrich Füssli genannt; * 3. Dezember 1745 in Zürich; † 26. Dezember 1832 ebenda) war in Zürich Ratsmitglied, Professor für vaterländische Geschichte, und Verleger.

## Leben
Er war der Sohn von Johann Rudolf Füssli (1709–1793). Hans Heinrich Füssli machte eine Bildungsreise nach Italien und war mit Johann Joachim Winckelmann befreundet. Er wurde 1766 als Nachfolger von Johann Jakob Bodmer Professor für vaterländische Geschichte am Zürcher Carolinum, war Ratsmitglied und hatte weitere wichtige Ämter inne. Er führte das Allgemeine Künstlerlexikon seines Vaters weiter.
Hans Heinrich Füssli verlegte die Werke Ulrich Bräkers, insbesondere im Jahr 1789 die Lebensgeschichte und natürliche Ebenteuer des Armen Mannes im Tockenburg. 1803 bis 1821 war Füssli Redakteur der Zürcher Zeitung (ab 1821: Neue Zürcher Zeitung).
Er war bekannt mit Johannes von Müller, Johann Heinrich Pestalozzi und Johann Caspar Lavater.

## Schriften (Auswahl)
- Allgemeines Künstlerlexicon, oder: Kurze Nachricht von dem Leben und den Werken der Mahler, Bildhauer, Baumeister, Kupferstecher, Kunstgiesser, Stahlschneider, [et]c. [et]c. : Nebst angehängten Verzeichnissen der Lehrmeister und Schüler; auch der Bildnisse, der in diesem Lexicon enthaltenen Künstler; (Fortsetzung/Ergänzung des von seinem Vater Rudolf Füssli erarbeiteten Künstlerlexikon.)

- Erster Theil, neue ganz unveränderte Ausgabe. Erste Abteilung: A – M, Orell, Füeßli und Compagnie, Zürich 1810 (Digitalisat).
- Erster Theil, neue ganz unveränderte Ausgabe. Zweite Abteilung: N – Z, Orell, Füeßli und Compagnie, Zürich 1840 (Digitalisat).
- Zweyter Theil, welcher die Fortsetzung und Ergänzung des ersten enthält. Erster Abschnitt: A – C, Orell, Füeßli und Compagnie, Zürich 1806 (Digitalisat).
- Zweyter Theil, welcher die Fortsetzung und Ergänzung des ersten enthält. Zweyter Abschnitt: D – F, Orell, Füeßli und Compagnie, Zürich 1806 (Digitalisat).
- Zweyter Theil, welcher die Fortsetzung und Ergänzung des ersten enthält. Dritter Abschnitt: G – K, Orell, Füeßli und Compagnie, Zürich 1808 (Digitalisat).
- Zweyter Theil, welcher die Fortsetzung und Ergänzung des ersten enthält. Vierter Abschnitt: L – M, Orell, Füeßli und Compagnie, Zürich 1809 (Digitalisat).
- Zweyter Theil, welcher die Fortsetzung und Ergänzung des ersten enthält. Fünfter Abschnitt: N – Q, Orell, Füeßli und Compagnie, Zürich 1810 (Digitalisat).
- Zweyter Theil, welcher die Fortsetzung und Ergänzung des ersten enthält. Sechster Abschnitt: R, Orell, Füeßli und Compagnie, Zürich 1812 (Digitalisat).
- Zweyter Theil, welcher die Fortsetzung und Ergänzung des ersten enthält. Siebenter Abschnitt: Sa – Sc, Orell, Füeßli und Compagnie, Zürich 1813 (Digitalisat).

- Zweyter Theil, welcher die Fortsetzung und Ergänzung des ersten enthält. Anhang zum siebenten Abschnitt, welcher das Leben Raphael Sanzio's, und die Litteratur von dessen Werken in sich faßt, Orell, Füeßli und Compagnie, Zürich 1814 (Digitalisat).

- Zweyter Theil, welcher die Fortsetzung und Ergänzung des ersten enthält. Neunter Abschnitt: T, Orell, Füeßli und Compagnie, Zürich 1814 (Digitalisat).
- Zweyter Theil, welcher die Fortsetzung und Ergänzung des ersten enthält. Zehnter Abschnitt, erste Hälfte: Va – Vicentino, Orell, Füeßli und Compagnie, Zürich 1818 (Digitalisat).
- Zweyter Theil, welcher die Fortsetzung und Ergänzung des ersten enthält. Elfter Abschnitt: W, Orell, Füeßli und Compagnie, Zürich 1820 (Digitalisat).
- Zweyter Theil, welcher die Fortsetzung und Ergänzung des ersten enthält. Zwölfter Abschnitt: X. Y. Z, Orell, Füeßli und Compagnie, Zürich 1821 (Digitalisat).

- Joh. Waldmann Ritter, Bürgermeister der Stadt Zürich. Ein Versuch die Sitten der Alten aus den Quellen zu erforschen. Orell, Gessner, Füßli und Comp., Zürich 1780 (Digitalisat).